# Nanoparticella di ferro
Le nanoparticelle di ferro sono particelle di ferro metallico con dimensioni inferiori al micrometro. Sono molto reattive a causa della loro ampia area superficiale (rispetto al loro volume). In presenza di ossigeno e acqua, si ossidano per formare ioni ferro liberi. Sono ampiamente usate in applicazioni mediche 
e di laboratorio e sono state studiate per recuperare siti industriali contaminati con composti organici clorati
.

## Chimica

### Reattività
Quando vengono esposto a ossigeno e acqua, il ferro si ossida. Questo processo redox avviene sia in ambiente acido sia in ambiente neutro/basico:
2 Fe0(s) + 4 H+(aq) + O2(aq) → 2 Fe2+(aq) + 2 H2O(l)
Fe0(s) + 2 H2O (aq) → Fe2+(aq) + H2(g) + 2 OH-(aq)

## Ricerca
La ricerca ha mostrato che le nanoparticelle di ferro possono essere effettivamente usata per trattare diverse forme di inquinamento del suolo, compresi terreni contaminati da policlorobifenili (PCB), solventi organici clorurati
, e pesticidi.
Le nanoparticelle di ferro sono facilmente trasportabili attraverso l'acqua del sottosuolo, permettendo trattamenti In situ. In più, gli slurry nanoparticelle-acqua possono essere iniettati nell'area contaminata e restare lì per lunghi periodi di tempo. Questi fattori contribuiscono a rendere questo sistema più economico delle altre alternative.
I ricercatori hanno scoperto che nonostante la nanoparticelle di ferro rimedino bene agli agenti contaminanti, tendono ad agglomerarsi sulla superficie del suolo. In risposta le nanoparticelle di carbone e i polielettroliti solubili in acqua sono stai usati come supporto per le nanoparticelle di ferro. 
Gli inquinanti idrofobi si adsorbono su questi supporti migliorando la permeabilità nella sabbia e nel terreno.
Sono state inoltre sperimentate diverse sospensioni in gomma di guar e gomma di xantano, sempre con lo scopo di ridurre la tendenza delle particelle ad aggregarsi, che è dovuta a diversi fenomeni fisici
 (forze di attrazione di van der Waals, forze di repulsione elettrostatica, potenziale di superficie, costante di Hamaker, forza ionica della soluzione nella quale sono disperse le particelle).
Sul campo i test hanno solitamente confermato le scoperte di laboratorio. 
Tuttavia, la ricerca sta attualmente continuando e le nanoparticelle di ferro non sono ancora usate comunemente per il trattamento di terreni inquinati.